# Мали Ясеновец
Мали Ясеновец (на сръбски: Мали Јасеновац или Mali Jasenovac) е село в Сърбия, Град Зайчар. В 2002 година селото има 284 жители.

## История
Селото има предимно влашко население. От 1878 година е на територията на България. Според Ньойския мирен договор Мали Ясеновец заедно с още няколко села около долното течение на Тимок са включени в състава на Кралството на сърби, хървати и словенци, което по-късно е преименувано на Кралство Югославия. За кратко по времето на Втората световна война Мали Ясеновец е под българско управление.
При избухването на Балканската война в 1912 година един човек от Мали Ясеновец е доброволец в Македоно-одринското опълчение.

## Личности
Родени в Мали Ясеновец
- Йон Г. Барбев (Барбулов, 1883 – ?), македоно-одрински опълченец, 4 рота на 5 одринска дружина, носител на орден „За храброст“ IV степен[3]